# Standard Insurance Center
El Standard Insurance Center, originalmente el Georgia-Pacific Building, es un edificio de oficinas de 27 pisos en Portland, la ciudad más poblada del estado de Oregón (Estados Unidos). Completado en 1970, actualmente sirve como parte de la sede de The Standard, la marca bajo la cual Standard Insurance Company y otras subsidiarias de StanCorp Financial Group, Inc., operan. Standard también es propietaria de Standard Plaza de 16 pisos, ubicada dos cuadras al sur a lo largo de la Quinta Avenida.

## Historia
El edificio Georgia-Pacific fue encargado por Georgia-Pacific y diseñado por la firma de Skidmore, Owings & Merrill (SOM). En el momento de la construcción, era el edificio de hormigón armado más alto del mundo. Se completó en 1970. 
Cuando Georgia-Pacific dejó Portland, Standard Insurance Company compró el edificio en 1984 por 43 millones de dólares, lo renombró como Standard Insurance Center y eliminó toda la señalización de los médicos de cabecera.

## Detalles
De pie 111,9 m altura, la torre tiene 27 pisos sobre el suelo. Valorada en 114 millones de dólares, la estructura contiene 42 689 m² de área. Construida de hormigón y acero, la torre se considera de estilo modernista. Un inquilino importante fue el bufete de abogados Stoel Rives, que alquiló los nueve pisos superiores del edificio hasta 2016. The Quest, una elaborada escultura considerada la pieza más grande de mármol blanco esculpido de Portland, está escondida en el sótano del edificio.